# Vrbovo
 Vrbovo  falu Horvátországban Krapina-Zagorje megyében. Közigazgatásilag Hrašćinához tartozik.

## Fekvése
Krapinától 30 km-re délkeletre, községközpontjától 4 km-re délre a megye északkeleti részén, a Horvát Zagorje területén fekszik.

## Története
A településnek 1869-ben 122, 1910-ben 575 lakosa volt. Trianonig Varasd vármegye Zlatari járásához tartozott.
2001-ben 348 lakosa volt.

## Nevezetességei
Szent Borbála tiszteletére szentelt kápolnája.
A Szentháromság-oszlop egy félreeső területen Hrašćina közelében található. Egy négyoldalú, levágott élű kőoszlopból áll, amelyen egy erőteljes oszlopfő, felette egy kőkocka áll, oldalain sekély fülkékkel, de csak az elülső fülkében van egy rusztikus feszület. E fölött egy kis lekerekített oszlop áll, amelybe vaskeresztet erősítettek. A feszület alatt egy nehezen olvasható felirat látható: ANNO DNI 1740, de feltételezhető, hogy ez csak a helyreállítás éve, mert az oszlop valószínűleg régebbi.

## Külső hivatkozások
Hrašćina község hivatalos oldala